# Carcajolo blanc
Le  carcajolo blanc est un cépage français de raisins blancs.

## Origine et répartition géographique
Il provient de Sardaigne ou de l'île de Corse. Le carcajolo blanc couvre 17 ha en Corse principalement près de Figari.

## Caractères ampélographiques
- Extrémité du jeune rameau cotonneux, blanc à liseré légèrement carminé.
- Feuilles adultes, à 5 lobes (rarement jusqu'à 9 lobes) avec des sinus latéraux supérieurs à fonds concaves, un sinus pétiolaire en U, des dents ogivales, larges, un limbe aranéeux.

## Aptitudes culturales
La maturité est de troisième époque : 30 jours après le chasselas.

## Potentiel technologique
Les grappes sont moyennes et les baies sont de taille moyenne. La grappe est tronconique, allongée et compacte. Le cépage est de bonne vigueur et la production est bonne et constante. Il est sensible à l'oïdium et à la pourriture grise. Le cépage produit des vins blancs peu alcooliques et légèrement aromatiques.

## Synonymes
Le carcajolo blanc est connu sous les noms de bariadorgia (en Sardaigne), bariadorza, carcajola, cargajola blanc, carcaghjolu biancu, variatoghja et verzolina bianca.